# Kino finalistyczne
Kino finalistyczne – określenie nurtu w filmie, szczególnie rozpowszechnionego w amerykańskim kinie okresu klasycznego. W opowieści finalistycznej wydarzenia zmierzają do punktu jasno określonego już na jej początku.
Akcja tego typu filmów często oparta jest na poszukiwaniach cennego artefaktu (np. arki przymierza w Poszukiwaczach Zaginionej Arki). Alfred Hitchcock zwykł określać takie przedmioty mianem "Mc Guffinów". Inną odmianą fabuły finalistycznej jest opowieść oparta na konflikcie (np. Poszukiwany), który prędzej czy później musi doprowadzić do konfrontacji i ostatecznego starcia. Filmy tego typu często zaliczane są do kina stylu zerowego.